# Ítalo-americanos
Ítalo-americanos são os americanos de ascendência italiana e/ou de dupla cidadania. A expressão refere-se a alguém nascido nos Estados Unidos ou que imigrou para os Estados Unidos e seja de ascendentes italianos
Essa comunidade é o quarto maior grupo de ancestralidade europeia nos Estados Unidos, atrás apenas dos alemães, irlandeses e ingleses americanos
Entre 1880 e 1920, mais de quatro milhões de italianos imigraram para os Estados Unidos, a maioria vinda do sul da Itália. Esses imigrantes enfrentaram discriminação e dificuldades, mas gradualmente se integraram à sociedade americana.

## Totais estatais

### Números
1. New York 3 254 298
2. New Jersey 1 590 225
3. Pennsylvania 1 547 470
4. California 1 149 351
5. Florida 1 147 946
6. Massachusetts 918 838
7. Illinois 739 284
8. Ohio 720 847
9. Connecticut 652 016
10. Michigan 484 486
11. Texas aprox. 363 354
12. Louisiana aprox. 195 561[4]
13. Rhode Island aprox. 189 134

### Porcentagem
1. Rhode Island 19,7%
2. Connecticut 18,6%
3. New Jersey 17,9%
4. New York 14,4%
5. Massachusetts 14,5%
6. Pennsylvania 13,0%